# 朱塞佩·萨尔瓦戈·拉吉
朱塞佩·萨尔瓦戈·拉吉（義大利語：Giuseppe Salvago Raggi；1866年5月17日—1946年2月28日），旧译萨瓦戈，意大利外交官，意大利参议员，曾任意大利驻法国、中国公使。1900年，义和团运动期间，被围困北京。1901年，作为意大利代表与大清国钦命全权大臣李鸿章、奕劻进行谈判，之后签署了《辛丑条约》。